# Mon Jambe
Mon Jambe is een bestuurslaag in het regentschap Bireuen van de provincie Atjeh, Indonesië. Mon Jambe telt 496 inwoners (volkstelling 2010).